# Osiedle Kalinowe
Osiedle Kalinowe – osiedle w Krakowie wchodzące w skład Dzielnicy XVI Bieńczyce, niestanowiące jednostki pomocniczej niższego rzędu w ramach dzielnicy.

## Historia
Osiedle Kalinowe stanowi część Bieńczyc Nowych – założenia architektoniczno-urbanistycznego, w zamierzeniu stanowiącego rozbudowę dzielnicy Nowa Huta w kierunku północno-zachodnim. W 1959 roku w wyniku konkursu na projekt założenia wybrano koncepcję autorstwa warszawskiej architekt Jadwigi Guzickiej z zespołem w którym za projekt urbanistyczny odpowiadali Anna Basista i Jan Lewandowski a za architekturę budynków Kazimierz Chodorowski, Stefan Golonka oraz konstruktor dr inż. Tadeusz Kantarek. Całe założenie było projektowane dla ok. 30 tys. mieszkańców - ok. 5,5 tys. na jednym osiedlu. Cechuje je luźna zabudowa budynkami wolnostojącymi z przeważającą zabudową 5- i 11-kondygnacyjną. Główną osią zespołu urbanistycznego jest park Planty Bieńczyckie, wzorowane na Plantach Krakowskich, który spaja osiedla wchodzące w skład zespołu w jedną urbanistyczną całość. Wzdłuż parkowej osi zaplanowano obiekty użyteczności publicznej – szkoły, przedszkola, domy handlowe, domy kultury, biblioteki. Oprócz Osiedla Kalinowego w skład Bieńczyc Nowych wchodzą jeszcze osiedla Strusia, Na Lotnisku, Wysokie, Kazimierzowskie, Jagiellońskie, Przy Arce, Niepodległości, Albertyńskie oraz Złotej Jesieni. Realizacja zespołu urbanistycznego odbyła się w latach 1962–1979.
Osiedle Kalinowe było realizowane w drugiej połowie lat 60. XX wieku. Wszystkie budynki pierwotnego założenia zostały ukończone do 1970 roku.

## Usytuowanie i rozplanowanie
Osiedle ograniczone jest ulicami: od północy Mikołajczyka, od wschodu Dunikowskiego, od południa Plantami Bieńczyckimi, od zachodu Okulickiego.
Spośród zabudowy mieszkaniowej na osiedlu przeważają bloki czteropiętrowe – jest ich tu 11. Oprócz tego w zachodniej części osiedla znajduje się 5 bloków dziesięciopiętrowych.
Na osiedlu znajdują się szkoła podstawowa i kościół św. Józefa oraz boisko ze sztuczną trawą i oświetleniem na terenie Młodzieżowego Domu Kultury im. Janusza Korczaka, gdzie od 2005 roku organizowane są rozgrywki Nowohuckiej Ligi Piłkarskiej.
Na terenie osiedla w pawilonie pod numerem 4 znajduje się siedziba Rady i Zarządu Dzielnicy XVI Bieńczyce. W tym samym pawilonie swoją siedzibę mają też Poczta Polska, Filia 51 Biblioteki Kraków oraz inne punkty handlowe i usługowe.

## Galeria

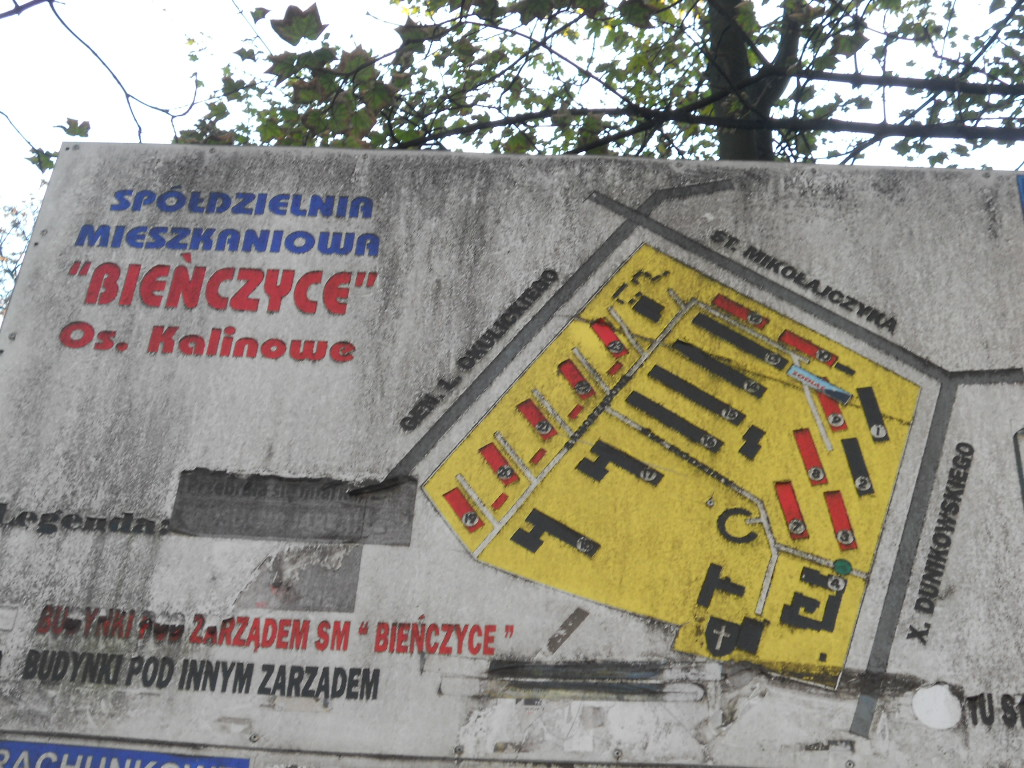
Plan osiedla (2012)
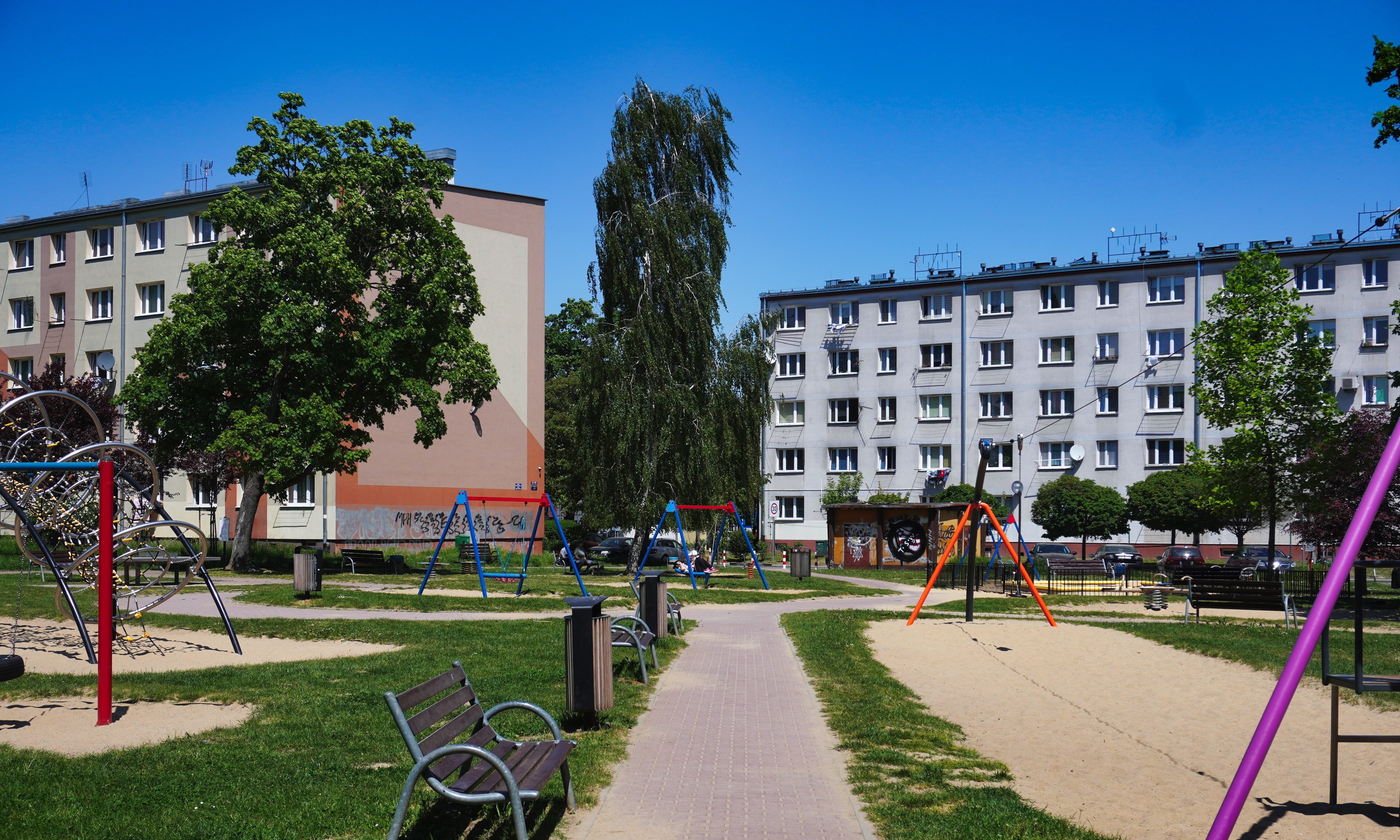
Wnętrze osiedla, plac zabaw, bloki czteropiętrowe 10 i 13, widok od południa
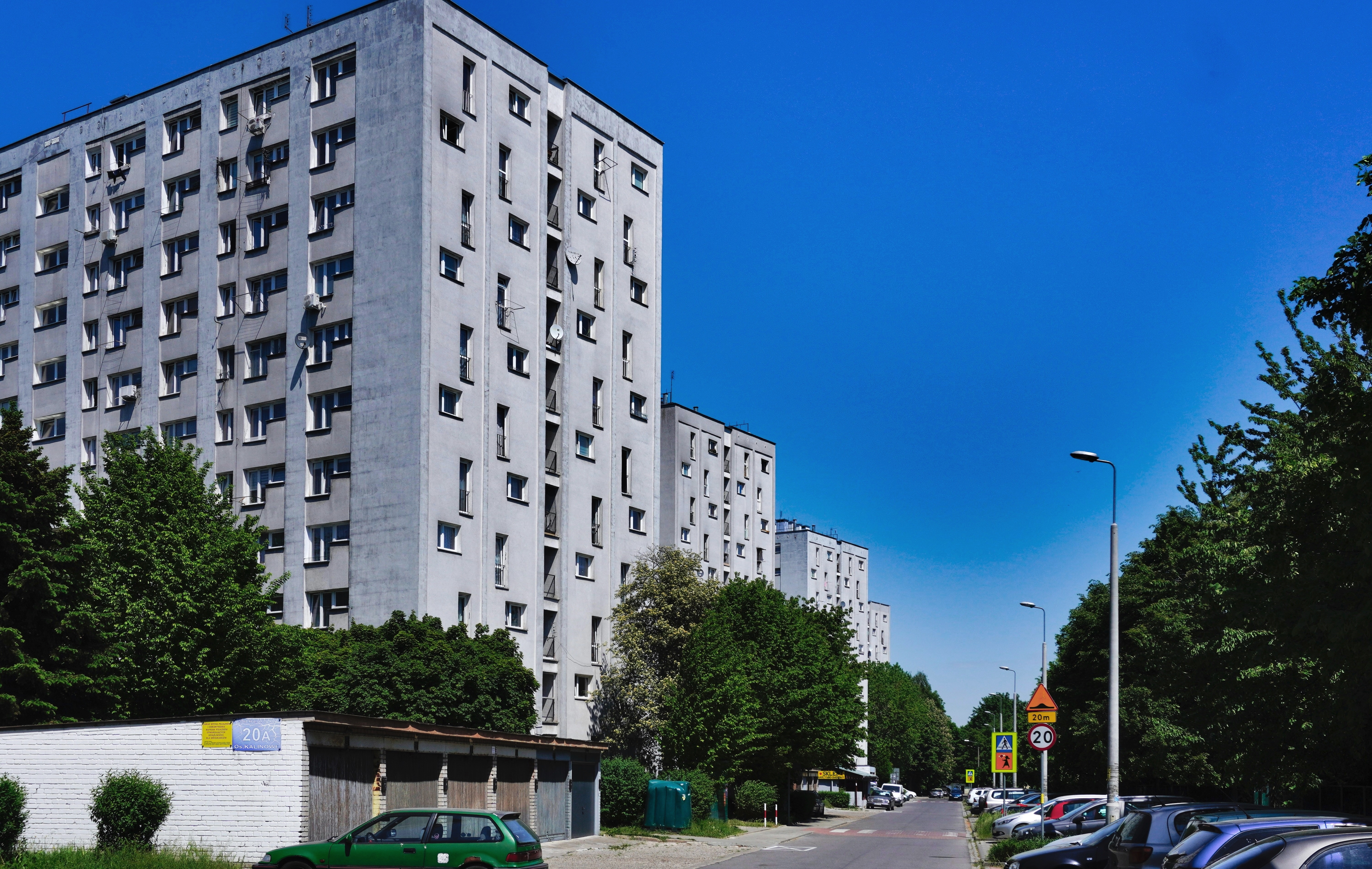
Ulica Samorządowa, bloki dziesięciopiętrowe w zachodniej części osiedla
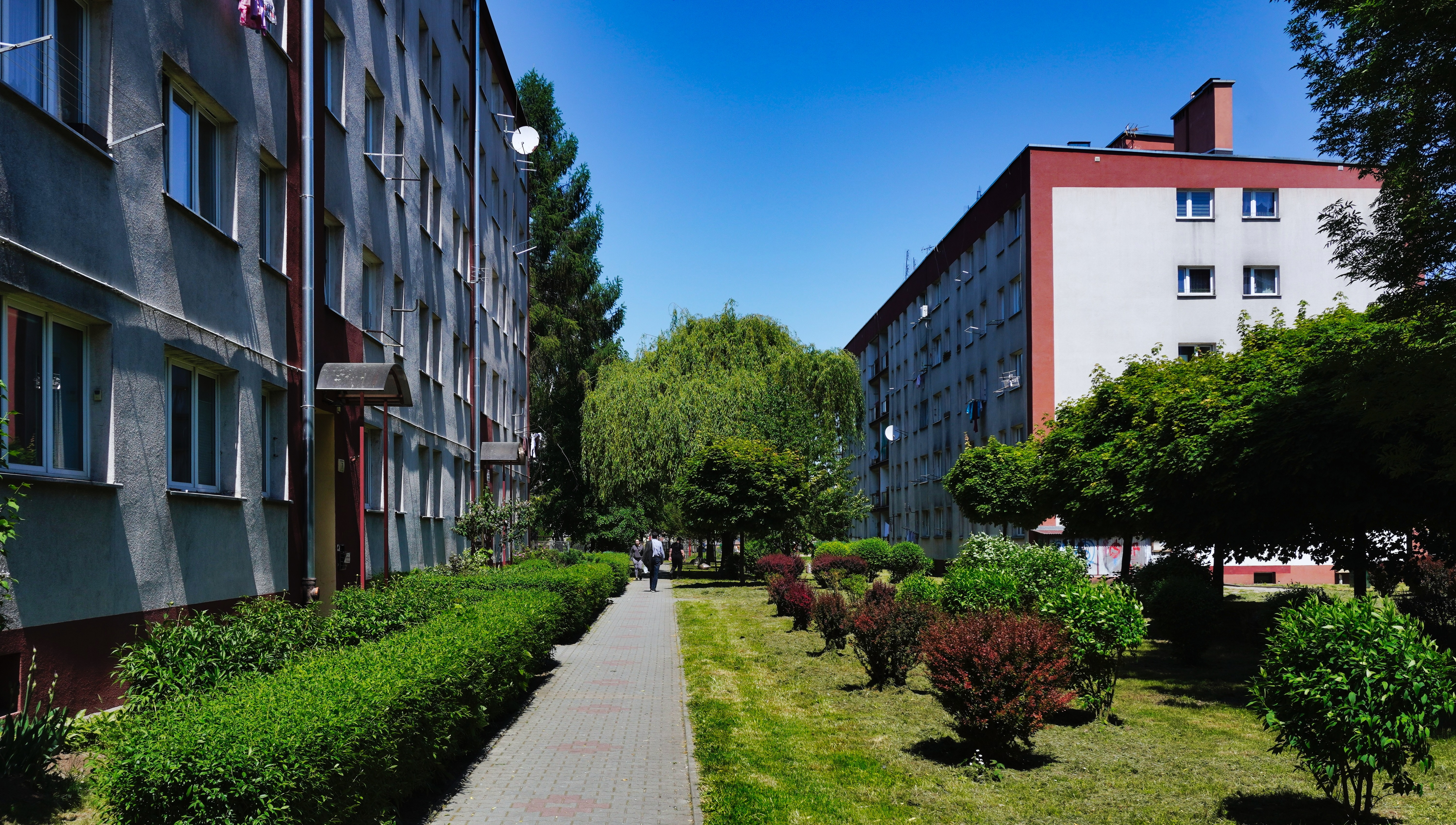
Wnętrze osiedla, os. Kalinowe 7 i 8
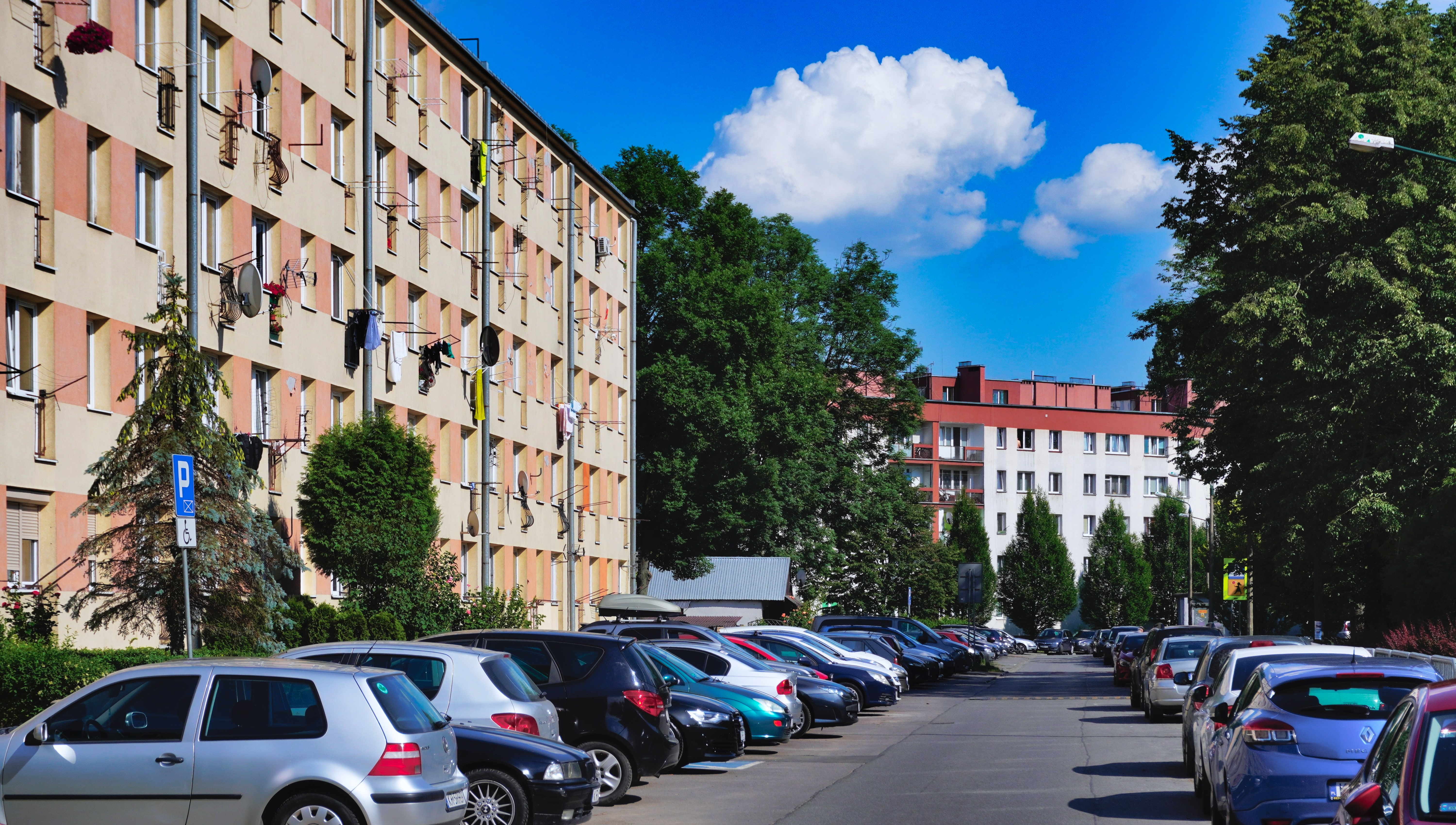
Ulica Świętej Rodziny, os. Kalinowe 16 i 7
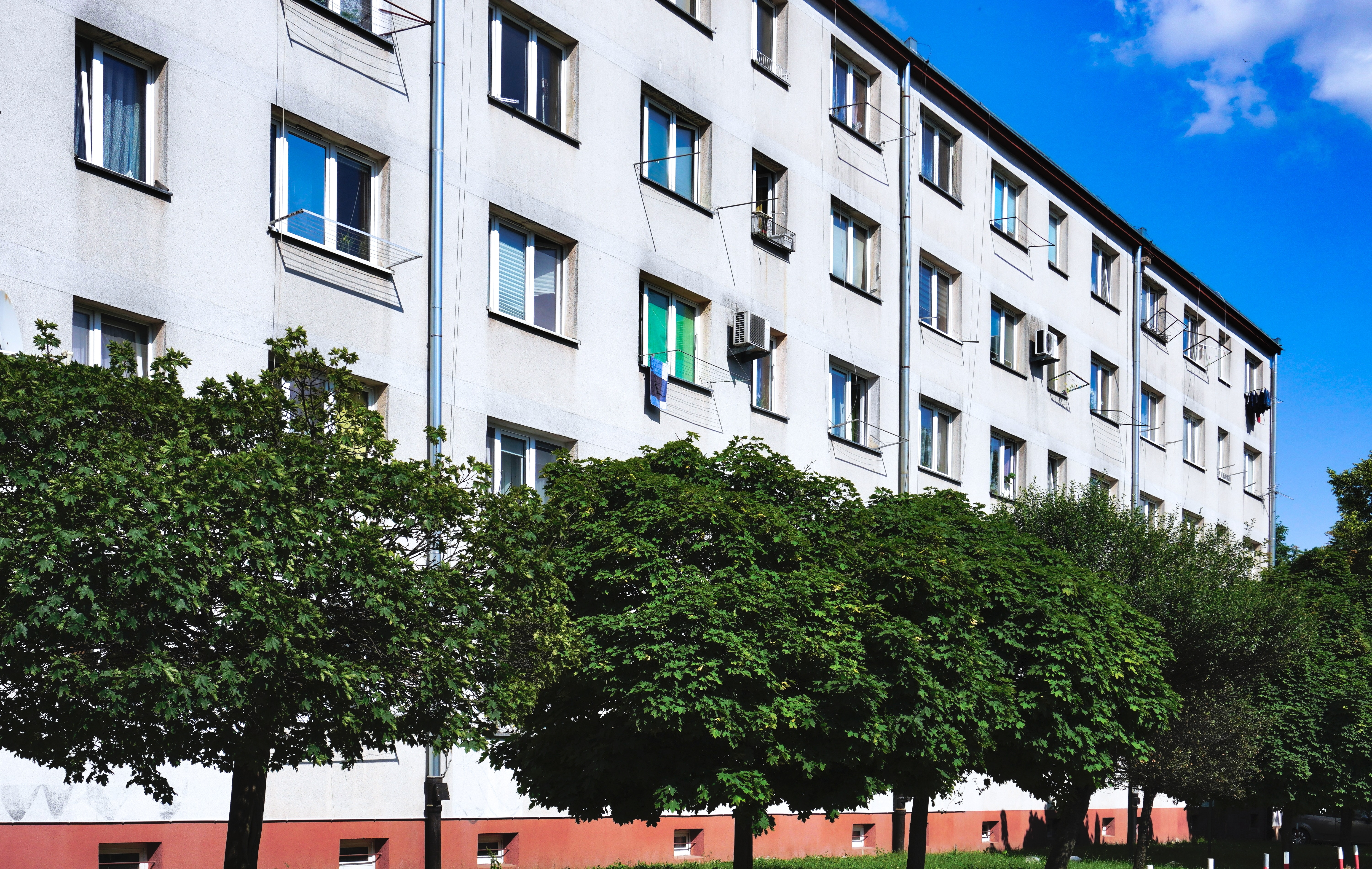
Wnętrze osiedla, os. Kalinowe 10
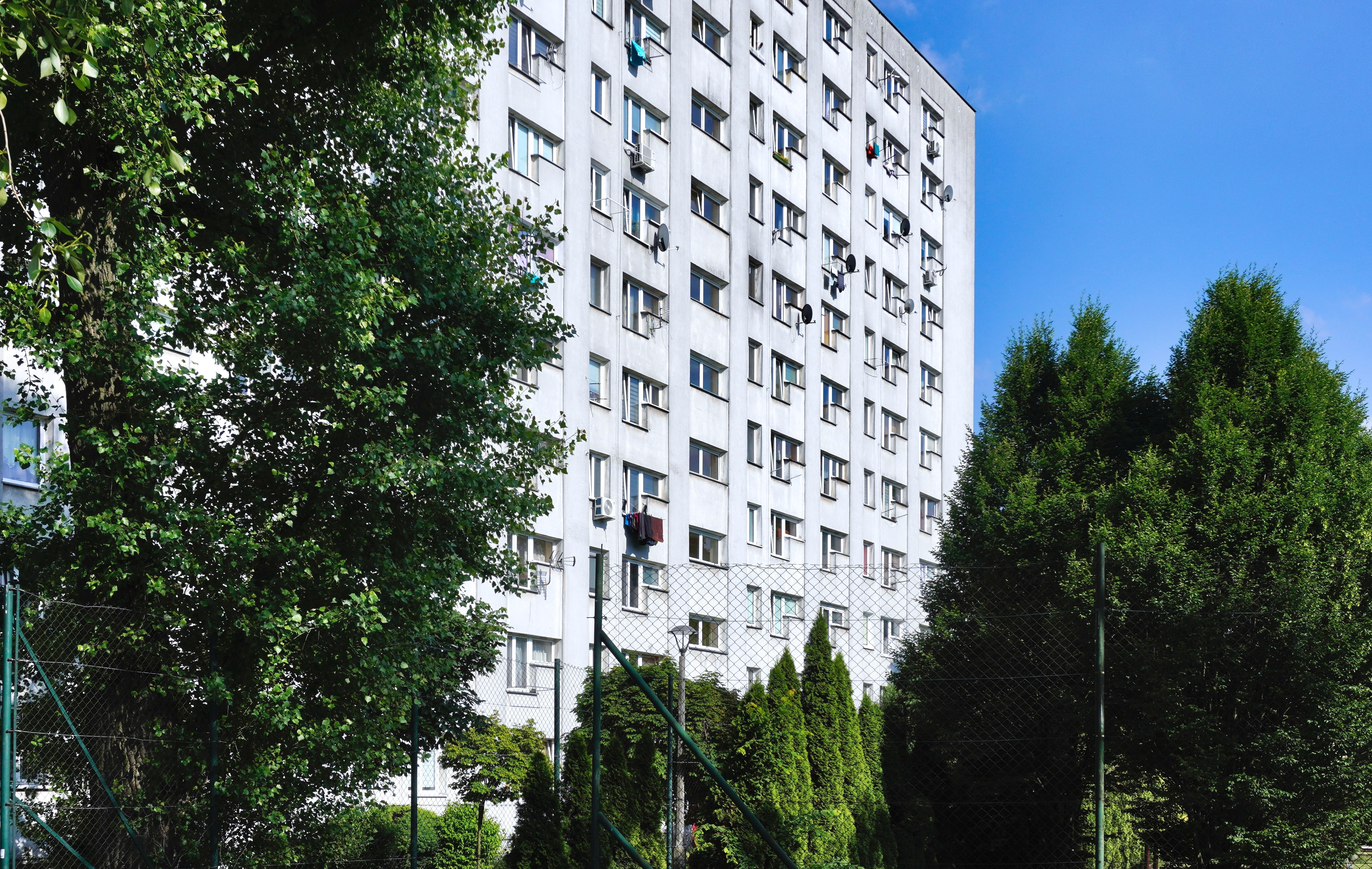
Wnętrze osiedla, os. Kalinowe 19
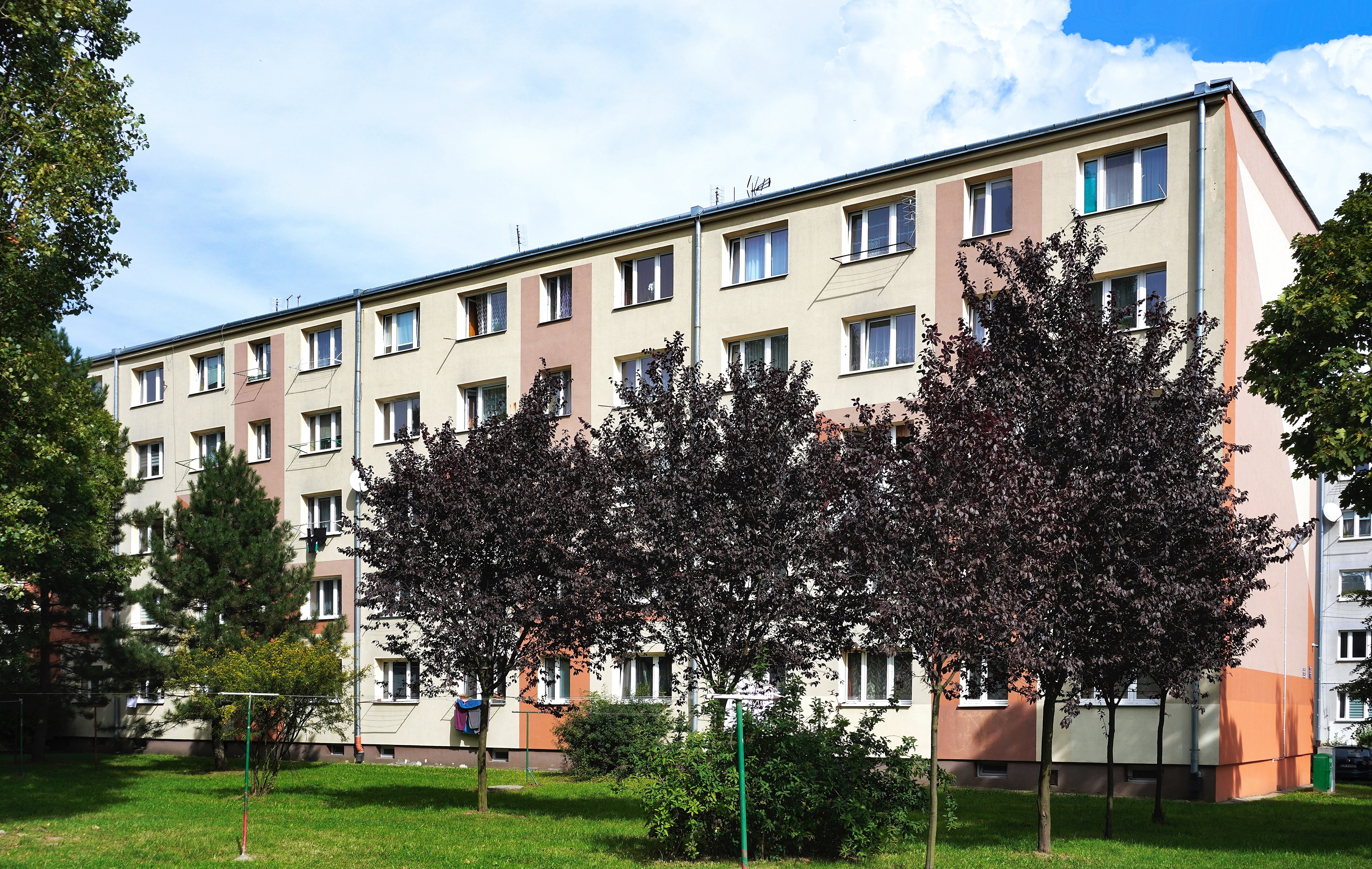
Wnętrze osiedla, os. Kalinowe 13
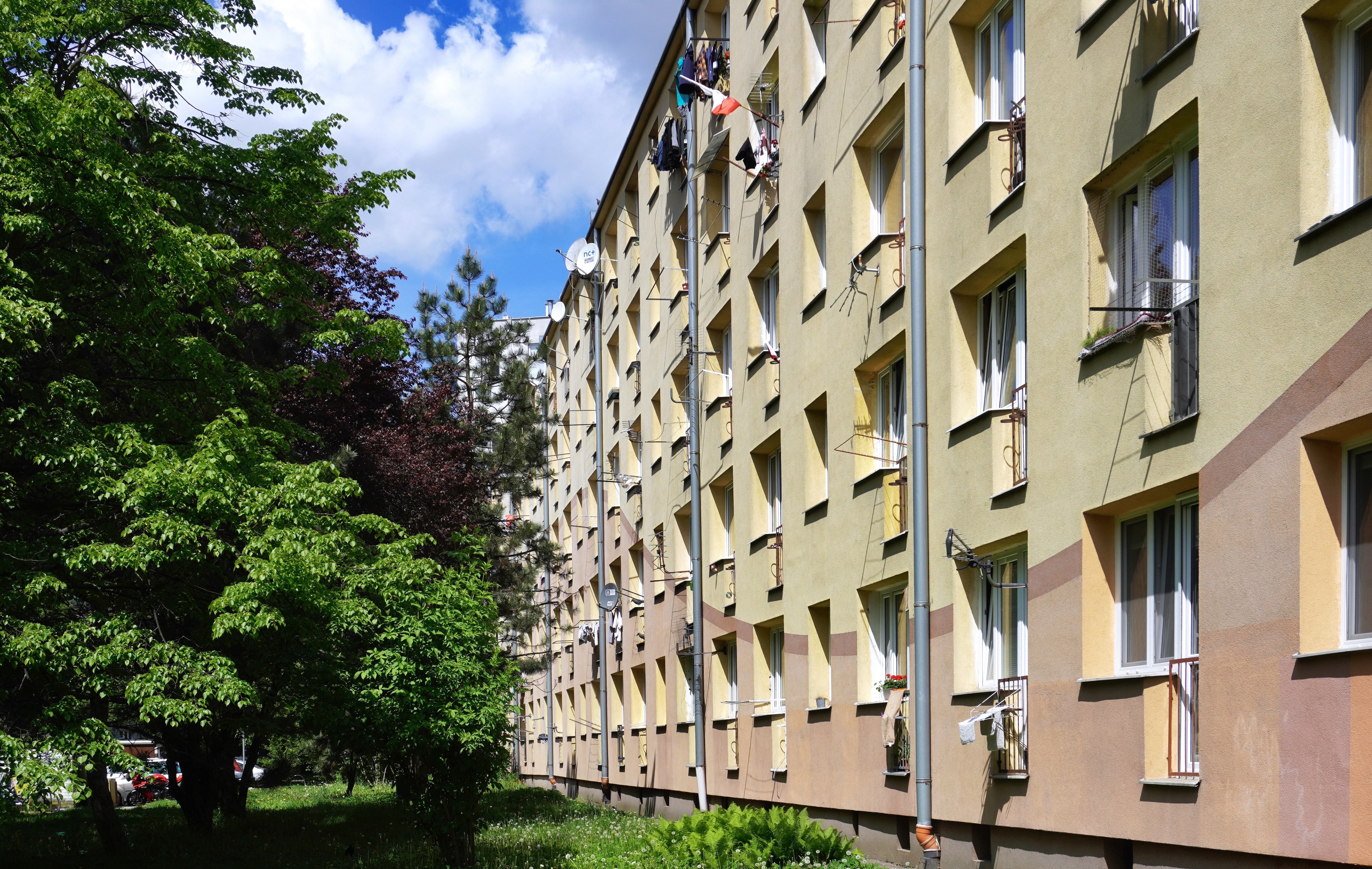
Wnętrze osiedla, os. Kalinowe 15
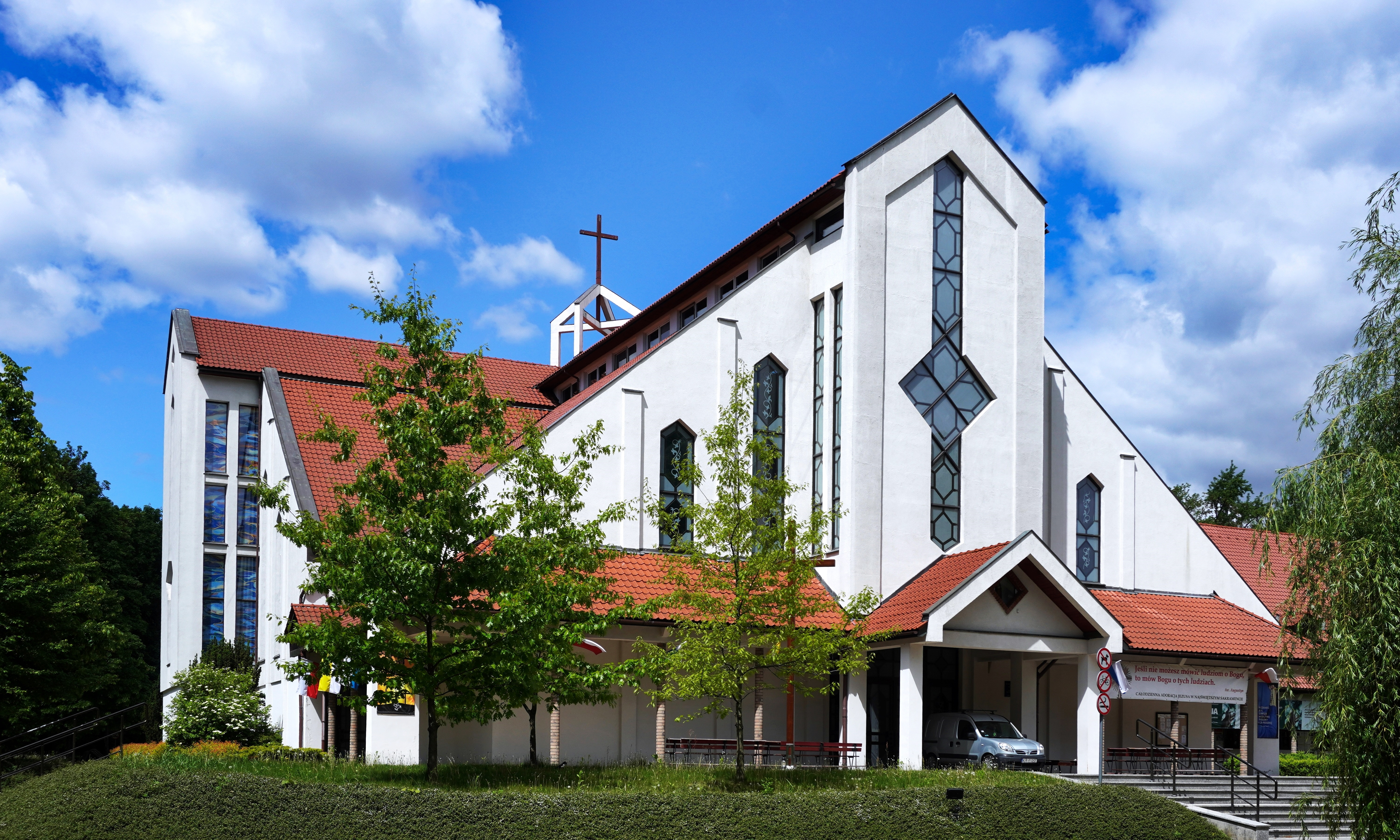
Kościół św. Józefa Oblubieńca Najświętszej Maryi Panny, os. Kalinowe 5